# Hermann Dietrich Upmann

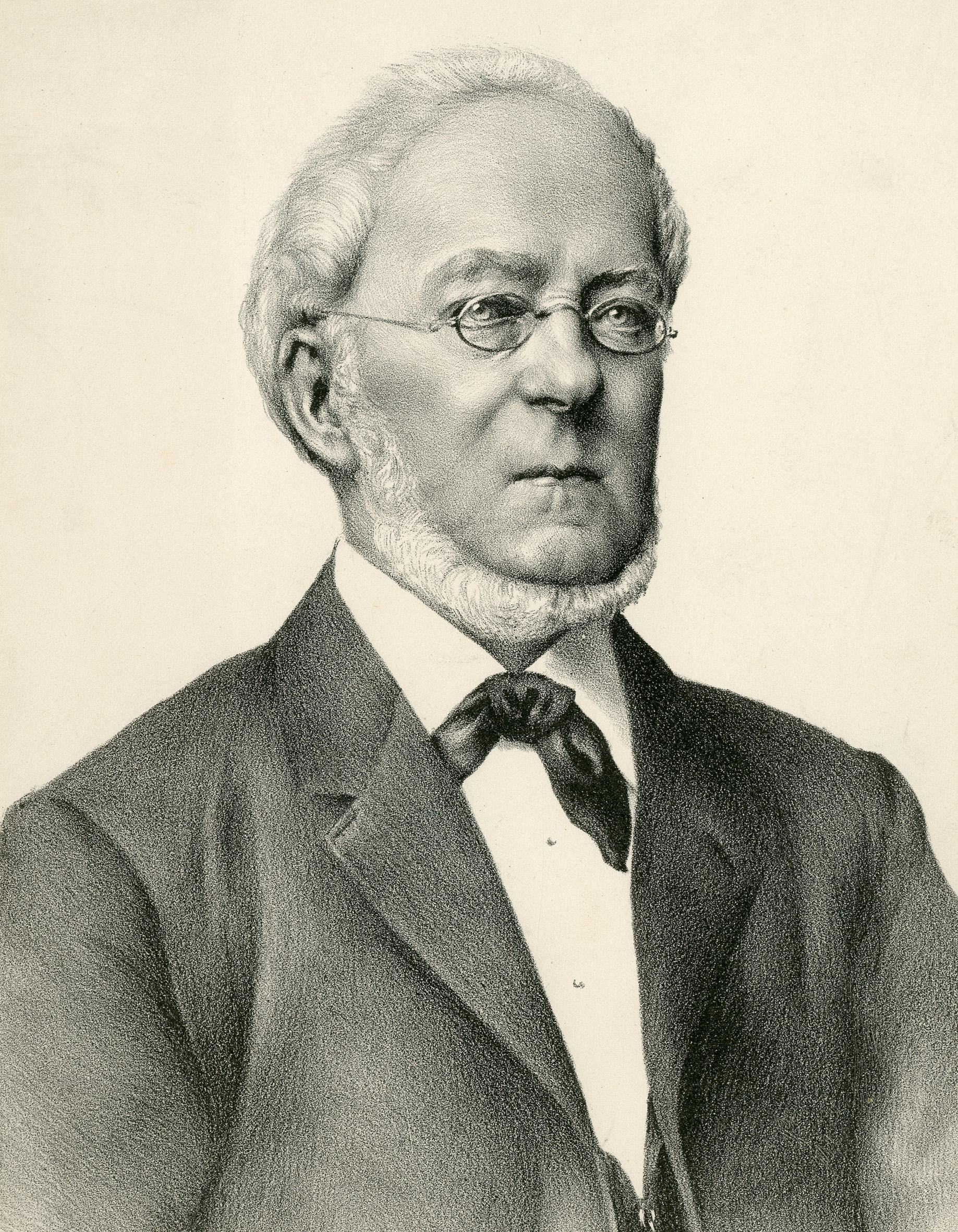
Hermann Dietrich Upmann

Hermann Dietrich Upmann (* 1. Mai 1816 in Bielefeld-Altstadt; † 29. Januar 1894 in Bremen) war ein Bankier, Kaufmann und Zigarrenhersteller in Kuba und Deutschland. Er war Gründer des Bankhauses H. Upmann & Co. sowie der Zigarrenmarke H. Upmann. Sein Vater war der Kaufmann und Uhrmacher Hermann Friedrich Upmann (1767–1840), seine Mutter war Johanne Friederike Birkenmeyer (1775–1840). 1848 heiratete Hermann Upmann Wilhelmine Gravenhorst (1825–1849) in Bremen.

## Biografie
1839, mit 23 Jahren, zog Upmann nach Kuba, um für die Import/Export-Firma Gravenhorst & Co zu arbeiten. Während der Reise überredete ihn ein Brite, in Havanna zu bleiben, wo das Tabakgeschäft blühte. Upmann nahm den Vorschlag an. Er lernte die Prozesse und Geheimnisse der Zigarrenherstellung, kaufte eine lokale Zigarrenfabrik in der Calle San Miguel 85 in Havanna, schuf 1844 die Marke H. Upmann, die zu den ältesten Zigarrenmarken der Welt gehört, und gründete das Bankhaus H. Upmann & Co.
Die Marke bewährte sich auf dem internationalen Markt. 1855 erhielt er als erste Auszeichnung die Qualifikation vom Provider Seiner Majestät Don Alfonso XII, König von Spanien. Dies war der erste von vielen Preisen. Seine Fabrik wurde eine der fünf größten Tabakfabriken in Kuba. Upmann belieferte die Fürstenhäuser von Deutschland, Russland, Frankreich, Österreich-Ungarn und Großbritannien. Hermann Upmann wurde zum Direktor der Havanna Cigar Brand Association ernannt, einer Organisation, die die Produktion und den Verkauf von gefälschten Zigarren bekämpft.
Upmann empfand das tropische Klima in Kuba jedoch als unangenehm und entschied sich daher gegen einen dauerhaften Aufenthalt. Sein jüngster Bruder August Ludwig Upmann (* 1818), der schon mit ihm in Kuba arbeitete, blieb somit an seiner Stelle. Upmann kehrte 1848 nach Deutschland zurück und gründete die Zigarrenfirma Gebrüder Upmann & Co. Bremen.
1864 kam sein Neffe Heinrich Upmann in Kuba an. Mit dem Kapital, das hauptsächlich sein Onkel einbrachte, gründeten sie eine Organisation, die Bankgeschäfte für Tabakproduzenten und -händler in den Antillen anbot. Das Unternehmen wuchs so weit, dass es sich in einen vertikalen Betrieb verwandelte: Sie kümmerten sich um die Saatbeete, die Pflanzen, die Ernte, die Herstellung und die Verpackung. Upmann gründete 1857 mit Friedrich Wilhelm Gudewill die Reederei Gudewill & Upmann, die für den Transport der Zigarren nach Europa sorgte.
1890 trat Upmann in den Ruhestand, ihm folgte sein Neffe Heinrich Upmann, der das Geschäft mit seinen Partnern Heinrich Runken und Theodore Garbade fortsetzte. Garbade war auch Präsident der Vereinigung von Zigarettenherstellern von Kuba.
Upmann wurde im Grab der Upmann-Familie am Riensberger Friedhof in Bremen beigesetzt.